# Thyreodon cyaneus
Thyreodon cyaneus là một loài tò vò trong họ Ichneumonidae.